# Pirajoux
Pirajoux är en kommun i departementet Ain i regionen Auvergne-Rhône-Alpes i östra Frankrike. Kommunen ligger  i kantonen Coligny som ligger i arrondissementet Bourg-en-Bresse. Kommunens areal är 12,99 km². År 2022 hade Pirajoux 400 invånare.

## Befolkningsutveckling
Antalet invånare i kommunen Pirajoux
Referens: INSEE